# San Severo
San Severo – miejscowość i gmina we Włoszech, w regionie Apulia, w prowincji Foggia.
Według danych na rok 2004 gminę zamieszkiwały 55 693 osoby, 167,2 os./km².

## Miasta partnerskie
- Bourg-en-Bresse, Francja
- Pampeluna, Hiszpania